# No Bad Days
No Bad Days – debiutancki album zabrzańskiego duetu alternatywnego The Dumplings, wydany w maju 2014 przez Warner Music Poland.

## Lista utworów
| 1.  | „Słodko-słony cios”           | 3:00  |
|     |                               |       |
| 2.  | „Everything Is a Circle”      | 3:34  |
|     |                               |       |
| 3.  | „Technicolor Yawn”            | 2:20  |
|     |                               |       |
| 4.  | „Man Pregnant”                | 3:42  |
|     |                               |       |
| 5.  | „Waiting for the Summer”      | 3:42  |
|     |                               |       |
| 6.  | „Betonowy las”                | 3:26  |
|     |                               |       |
| 7.  | „Mewy”                        | 3:18  |
|     |                               |       |
| 8.  | „Freeze”                      | 3:26  |
|     |                               |       |
| 9.  | „Gelatine”                    | 5:15  |
|     |                               |       |
| 10. | „Nie słucham”                 | 3:08  |
|     |                               |       |
| 11. | „How Many Knives”             | 3:58  |
|     |                               |       |
| 12. | „Shameless”                   | 3:10  |
|     |                               |       |
| 13. | „Sunny Day” (utwór dodatkowy) | 1:52  |
|     |                               |       |
|     |                               | 43:51 |
|     |                               |       |

## Certyfikat
| Polska (ZPAV) | Tytułem     | Status | Sprzedaż |
| ------------- | ----------- | ------ | -------- |
| Polska (ZPAV) | No Bad Days | Złoty  | 15 000+  |

## Nagrody i wyróżnienia
- „Płyta roku 2014 – Polska” według Gazety Wyborczej: 4[8]
- „Najlepsze polskie albumy 2014 roku” według portalu UwolnijMuzykę.pl: 5[9]